# Robert Wilhelm Bunsen
Robert Wilhelm Bunsen, född 30 mars 1811 i Göttingen, död 16 augusti 1899 i Heidelberg, var en tysk kemist och fysiker.
Han blev 1836 professor vid polytekniska skolan i Kassel, 1838 vid universitetet i Marburg, 1851 i Breslau och 1852 i Heidelberg. År 1889 avgick han från sin professur. Bunsen berikade vetenskapen med en mängd upptäckter. Av stor betydelse var i synnerhet hans undersökningar över krutet, dubbelcyanurer, kakodylserien, den kemiska frändskapen, den specifika vikten, lagarna för gasabsorptionen, tryckets inflytande på smälta ämnens övergång till fast form, kondensationen av gaser på glas, diffusionen och företeelserna vid gasers förbränning, den elektrolytiska metoden för vinnande av alkalimetaller och slutligen fotokemin, vid vilken sistnämnda undersökning han biträddes av Henry Enfield Roscoe. Bunsens namn är även förknippat med åtskilliga förbättrade apparater, såsom bunsenbrännaren, Bunsens stapel, Bunsens fotometer, Bunsens iskalorimeter och ångkalorimeter med flera. 
1846 företog Bunsen en mängd kemisk-geologiska undersökningar på Island, vars varma källor han studerade. 1860 gjorde han den för fotografins betydelsefulla upptäckten av en ny ljuskälla (som fås genom, att magnesiumtråd förbränns i en vanlig sprit- eller gaslåga), vars fotografiska kraft är endast 36 gånger svagare än solens. Mest betydande blev Bunsen genom den av honom och Kirchhoff gjorda upptäckten av spektralanalysen (1861), som åstadkommit ofantligt stora framsteg inom kemin, fysiken och astronomin. Rörande denna upptäckt utgav de båda lärda tillsammans Chemische Analyse durch Spektralbeobachtungen (1861). Spektralanalysen ledde Bunsen och Kirchoff till upptäckten av två nya grundämnen, cesium (1860) och rubidium (1861), vilka de fann i vissa källors vatten. De flesta av Bunsens avhandlingar är offentliggjorda i "Annalen der Physik und Chemie". Bunsen tillhörde de flesta vetenskapliga sällskap av någon betydelse. Hos Kungliga Vetenskapsakademien blev han ledamot 1860.

## Utmärkelser
1860 tilldelades han Copleymedaljen och Davymedaljen 1877.
Asteroiden 10361 Bunsen är uppkallad efter honom.